# Charade (Lied)
Charade ist ein Popsong von Henry Mancini (Musik) und Johnny Mercer (Text), der 1963 veröffentlicht wurde.
Mancini und Mercer schrieben Charade als Titelmelodie für die Kriminalkomödie gleichen Titels (1963, Regie: Stanley Donen), mit Audrey Hepburn und Cary Grant in den Hauptrollen. Das Stück erhielt darauf 1964 eine Oscar-Nominierung in der Kategorie Bester Song.
Mancini veröffentlichte sein Soundtrack-Album, das den Song sowohl gesungen (mit Chor) als auch in Instrumentalversionen enthielt, auf RCA Victor (LPM/LSP 2755). Nicht nur Ende 1963 die ausgekoppelte Single (#36), sondern im Folgejahr auch Coverversionen des Songs von Andy Williams und Sammy Kaye (#36) waren erfolgreich in den Billboard Hot 100. Weiter interpretierten in dieser Zeit Charade u. a. Jackie Gleason, Glen Gray, Si Zentner, Shirley Horn, Sahib Shihab, Sarah Vaughan/Quincy Jones, Johnny Hartman, Stan Getz, Ray Anthony, The Four Freshmen, Julie London, Tex Beneke, Blossom Dearie, Joe Pass, Benny Goodman und das Duke Ellington Orchestra. Mancini komponierte den Song in einer 64-taktigen AABA-Form in Moll. Ursprünglich im Dreivierteltakt geschrieben, wurden viele der Aufnahmen (auch die Hit-Version von Sammy Kaye) geradtaktig interpretiert.